# Gazi-Stadion auf der Waldau
Das Waldau-Stadion (aufgrund eines Namenssponsorings seit 2004 offiziell Gazi-Stadion auf der Waldau), ehemals Kickers-Platz oder Kickers-Stadion, ist ein Fußballstadion im Stadtteil Degerloch der baden-württembergischen Landeshauptstadt Stuttgart. Die Anlage liegt etwa 200 Meter neben dem Fernsehturm und fasst 11.408 Zuschauer (davon 2.211 überdachte Sitzplätze und 4.845 überdachte Stehplätze). Mit seiner Lage knapp 500 Meter über dem Meeresspiegel ist das Stadion eines der höchstgelegenen Deutschlands. Es ist die Heimstätte des Fußball-Regionalligisten Stuttgarter Kickers und der American-Football-Mannschaft Stuttgart Surge in der European League of Football (ELF).
Das Waldau-Stadion ist das älteste Stadion in Deutschland, in dem noch Fußball gespielt wird. Seit 1905, dem Jahr der Einweihung, trägt die Fußballabteilung der Stuttgarter Kickers im Stadion ihre Heimspiele aus. Kein anderer deutscher Fußballverein trägt seine Heimspiele so lange am selben Ort aus. Allerdings spielten die Kickers während ihrer Zeit in der 1. Bundesliga (1988/89 und 1991/92) aus Sicherheitsgründen im Neckarstadion und 2014 während des Umbaus im Stadion an der Kreuzeiche, so dass kein kontinuierlicher Punktspielbetrieb der Kickers im Waldau-Stadion stattfand.

## Geschichte
Nachdem die Stuttgarter Kickers ihre erste Heimspielstätte den Stöckachplatz im gleichnamigen Stadtteil zu Beginn des Jahres 1904 verließen, pachteten sie im Stadtbezirk Degerloch die Äcker neben dem dortigen Exerzierplatz. Am 18. Juni 1905 wurde dann der Kickers-Platz als erster geschlossener Sportplatz Stuttgarts mit einem Fußballspiel gegen Phönix Karlsruhe eröffnet. Zu diesem Zeitpunkt umfasste der Platz einen Zaun um das Spielfeld und ein Podium für prominente Gäste und Gönner sowie einen Nebenplatz.
1906 wurde eine Holztribüne mit einer Kapazität von 100 Plätzen errichtet. Am 30. Oktober 1910 wurde eine neue Tribüne mit einem Spiel gegen die Sportfreunde Stuttgart eingeweiht. Die Tribüne verfügte über 140 nummerierte und 450 unnummerierte Sitze. 1911 ging der Nebenplatz in den Besitz des FV Schwaben Stuttgart (heute Eintracht Stuttgart). Jedoch verfügte die Stadt Stuttgart 1926 die Rückgabe des Geländes an die Kickers.
Am 26. März 1911 wurde auf dem Kickers-Platz das erste Länderspiel der Geschichte in Stuttgart ausgetragen. Vor 8.000 Zuschauern besiegte die deutsche Fußballnationalmannschaft die Schweiz mit 6:2. Mit Paul Kühnle war auch ein Spieler der Kickers mit von der Partie.
Im Jahr 1913 errichten die Kickers nach Plänen des Vorstandsmitglied Feuchtinger einen originalgetreuen Nachbau der Tribüne des Highbury (Stadion des Arsenal FC) im Maßstab 1:3. Die Tribüne bot 700 Zuschauern Platz.

Wiedereröffnung des Kickers-Platz am 19. Juli 1919 gegen MTK Budapest (1:5) vor 8000 Zuschauern

Während des Ersten Weltkriegs nutzte die Stadtverwaltung das Stadion zum Anbau von landwirtschaftlichen Erzeugnissen. Erst am 19. Juli 1919 erfolgte die Freigabe des Stadions. Durch Erdrampen, die rund um das Stadion vorhanden waren, schufen die Kickers eine Kapazität für 15.000 Zuschauer. Darüber hinaus wurden die Stehplätze neben der Haupttribüne überdacht. Zudem wurde eine 110 Meter lange Aschenbahn sowie Kassenhäuser angelegt. Am 30. August 1925 wurde gegenüber der heutigen Kassenanlage Nord das Vereinsheim eröffnet. Heute erinnert noch eine verbliebene Wand an das Gebäude, wo sich inzwischen der Parkplatz für die Spieler befindet.
Am 23. November 1937 meldete das Sportmagazin Kicker, dass die Stuttgarter Kickers einen Umbau ihres Stadions planen. Mit diesem Schritt wollte man den Erfolgen der Leichtathletik-Abteilung gerecht werden und eine Aschenbahn um den Platz errichten. Das Spielfeld sollte hierfür um 45° gedreht werden und die Tribüne an der Seite des Platzes der Sportfreunde Stuttgart errichtet werden. Dieser Plan wurde jedoch nicht umgesetzt.
1951 errichtete der Verein eine Stahlrohr-Tribüne mit 2.000 unüberdachten Sitzplätzen. Neben der Eröffnung dieser Tribüne fand im gleichen Jahr am 15. September das erste Hockey-Länderspiel nach dem Zweiten Weltkrieg auf dem Kickers-Platz statt. Dabei konnte die deutsche Hockeynationalmannschaft die Schweiz mit 4:1 bezwingen.
Als im Folgejahr die Bauarbeiten für den Stuttgarter Fernsehturm begannen, mussten die Kickers weite Teile ihres damaligen Vereinsgeländes abgeben.
Der Highbury-Nachbau wurde am 13. Juni 1975 aufgrund verschiedener Auflagen des DFB abgerissen und durch eine neue Haupttribüne ersetzt. Die neue Tribüne wurde unter Anleitung von Karl Stegmayer innerhalb von drei Monaten errichtet und am 25. Oktober des gleichen Jahres eingeweiht.
Am 1. Juli 1988 ging das Stadion schließlich in städtischen Besitz über und erhielt den Namen Waldau-Stadion. Zwar trugen die Kickers auch weiterhin ihre Heimspiele in diesem Stadion aus, jedoch verfügten sie über kein eigenes Gelände mehr. Am 30. April 1989 erhielt der Verein mit dem ehemaligen Universitäts-Stadion dann ein neues Vereinsgelände, das heute in Anlehnung an den Ehrenpräsidenten Axel Dünnwald-Metzler den Namen ADM-Sportpark trägt.
1982 erfolgte für 3,3 Mio. D-Mark der erste Stadionumbau der Stadt Stuttgart. Hierbei wurde die Kapazität auf 15.000 Plätze ausgebaut, indem die alte Gegentribüne abgerissen wurde und durch einen Neubau ersetzt wurde. Die Tribüne wurde mit einem Testspiel gegen den Karlsruher SC am 25. Juli eröffnet. Neben diesem Neubau wurden auch die Hintertorstehwälle abgetragen und durch Stehplatztribünen aus Holz ersetzt.
Das Stadion kam in die Jahre und eine Sanierung wurde immer notwendiger. Im Jahr 1997 wurden die Hintertortribünen durch den DFB gesperrt. Des Weiteren verlangte dieser als Lizenzauflage für die 2. Bundesliga eine Flutlichtanlage. Aufgrund dieser Tatsachen verabschiedete die Stadt Stuttgart eine General-Sanierung in Höhe von fünf Millionen DM, wovon die Kickers jährlich 300.000 DM zurückzahlen mussten. Zum Jahresende wurde die alte Stahlrohrtribüne neben der Haupttribüne, die Hintertor-Holztribüne sowie der Erdwall Richtung Fernsehturm abgetragen und die Gegentribüne komplett überdacht. Darüber hinaus entstanden hinter den Toren zwei identische Stehplatztribünen für jeweils ungefähr 2.500 Zuschauer. Auf dem Areal der ehemaligen Stahlrohrtribüne neben der Haupttribüne entstand ein großes Zelt mit Gastronomie. Am 12. Dezember 1997 trugen die Kickers mit dem Heimspiel gegen den SC Freiburg das erste Spiel unter Flutlicht im Waldau-Stadion aus.
Mit der Erweiterung der Stadtbahnlinie U7 zum 23. Mai 1998 erhielt das Stadion eine Haltestelle in unmittelbarer Nähe. Somit ist das Stadion innerhalb von zehn Minuten vom Stuttgarter Hauptbahnhof zu erreichen.
Die Stuttgart Scorpions nutzen das Stadion, seitdem sie 1995 in die German Football League aufgestiegen sind. 2001 wurde dort das jährliche Musikfestival HipHop Open veranstaltet, welches danach im Stuttgarter Reitstadion eine neue Heimat fand. Am 6. Oktober 2007 wurde das Endspiel um den German Bowl XXIX (deutsche Meisterschaft im American Football) zwischen den Stuttgart Scorpions und den Braunschweig Lions im Gazi-Stadion ausgetragen. Die Gäste gewannen vor 8.152 Zuschauern mit 27:6.
Am 17. Juli 2008 beschloss der Stuttgarter Gemeinderat, das Stadion für insgesamt 5,4 Millionen Euro umzubauen, um die DFB-Anforderungen an die Spielstätten der 3. Liga zu erfüllen. Die Kapazität wäre auf 12.000 Plätze (2.000 überdachte Sitz- und 10.000 Stehplätze) gestiegen. Der Baubeginn sollte im Januar 2009 stattfinden, die Fertigstellung war für Juli 2009 geplant. Ende 2008 beschloss die Stadtverwaltung Stuttgart jedoch, den Umbau bis auf unbestimmte Zeit zu verschieben. Aufgrund des Abstieges der Stuttgarter Kickers in die Regionalliga Süd zur Saison 2009/10 wäre er ohnehin nicht mehr notwendig gewesen. Zur Einführung der 3. Liga im Jahr 2008 wurden lediglich auf der Haupttribüne die Holzbänke durch blaue Schalensitze ersetzt.
Im Zuge des Aufstiegs in die 3. Liga im Jahr 2012 wurden die Umbaupläne wieder hervorgeholt. Die alte Haupttribüne, die 1976 errichtet wurde, wurde am 19. Mai 2014 abgerissen und bis Februar 2015 durch einen Neubau ersetzt. Die neue Haupttribüne verfügt über 2.211 Sitzplätze und entspricht damit auch den Anforderungen für die 3. Liga. Durch die Höhenlage des Stadions kam es vor dem Umbau in den Wintermonaten zu häufigen Spielabsagen, weswegen zusätzlich eine Rasenheizung installiert wurde, die der DFB zwar empfiehlt, jedoch erst ab der 2. Bundesliga vorschreibt. Insgesamt kostete der Umbau 14,6 Millionen Euro. Zusätzlich kauften die Kickers eine Videowand, die hinter dem Tor installiert wurde. Nach dem Abstieg kaufte die Stadt Stuttgart sie den Kickers ab, um den Verein finanziell zu entlasten.
Aufgrund von Mängeln wurde das Dach der Gegentribüne 2016 abgerissen und durch einen Neubau Ende 2018 ersetzt. Die Baukosten beliefen sich auf 640.000 Euro.

## Namenssponsoring
Im Juli 2004 wurde der Name des Stadions für zehn Jahre an den deutschen Hauptsponsor Garmo AG verkauft, der seine Molkereiprodukte unter dem Namen Gazi vertreibt. Seither heißt das Stadion offiziell Gazi-Stadion auf der Waldau. Im Oktober 2012 wurden die Vereinbarung um weitere zehn Jahre bis 2024 verlängert.

## Kapazität
|                                                        | Sitzplätze überdacht | Stehplätze überdacht | Stehplätze unüberdacht | Kapazität gesamt |
| ------------------------------------------------------ | -------------------- | -------------------- | ---------------------- | ---------------- |
| Haupttribüne (Südtribüne/E-Block)                      | 2.271 *              | –                    | –                      | 2.271            |
| Gegentribüne Heimbereich (Nordtribüne/A-, B-, C-Block) | –                    | 2.409                | 1.606                  | 4.015            |
| Gegentribüne Gästebereich (Nordtribüne/D-Block)        | –                    | 498                  | 332                    | 830              |
| Westtribüne/G-Block                                    | –                    | –                    | 2.304                  | 2.304            |
| Osttribüne/F-Block                                     | –                    | –                    | 2.048                  | 2.048            |
| Gesamt                                                 | 2.271                | 2.907                | 6.290                  | 11.468           |

## Länderspiele
| Datum         | Heim               | Gast               | Ergebnis  | Zuschauer | Bemerkungen                     |
| ------------- | ------------------ | ------------------ | --------- | --------- | ------------------------------- |
| 26. März 1911 | Deutsches Reich    | Schweiz            | 6:2 (2:0) | 08.000    | Erstes Länderspiel in Stuttgart |
| 21. Juli 2000 | Kroatien           | Deutschland        | 2:3 (2:2) | 08.000    | U18-EM 2000                     |
| 20. Apr. 2007 | Deutschland        | Schweiz            | 4:1 (2:0) | 12.000    | U15-Junioren                    |
| 6. Okt. 2015  | Deutschland        | Vereinigte Staaten | 8:1 (2:0) | 01.056    | U19-Junioren                    |
| 12. Okt. 2015 | Vereinigte Staaten | Mexiko             | 3:3 (1:1) | .00800    | U19-Junioren                    |
| 17. Juli 2016 | Italien            | Portugal           | 1:1 (1:0) | 05.270    | U19-EM 2016                     |
| 28. März 2017 | Deutschland        | Portugal           | 0:1 (0:1) | 06.865    | U21-Junioren                    |

## Galerie

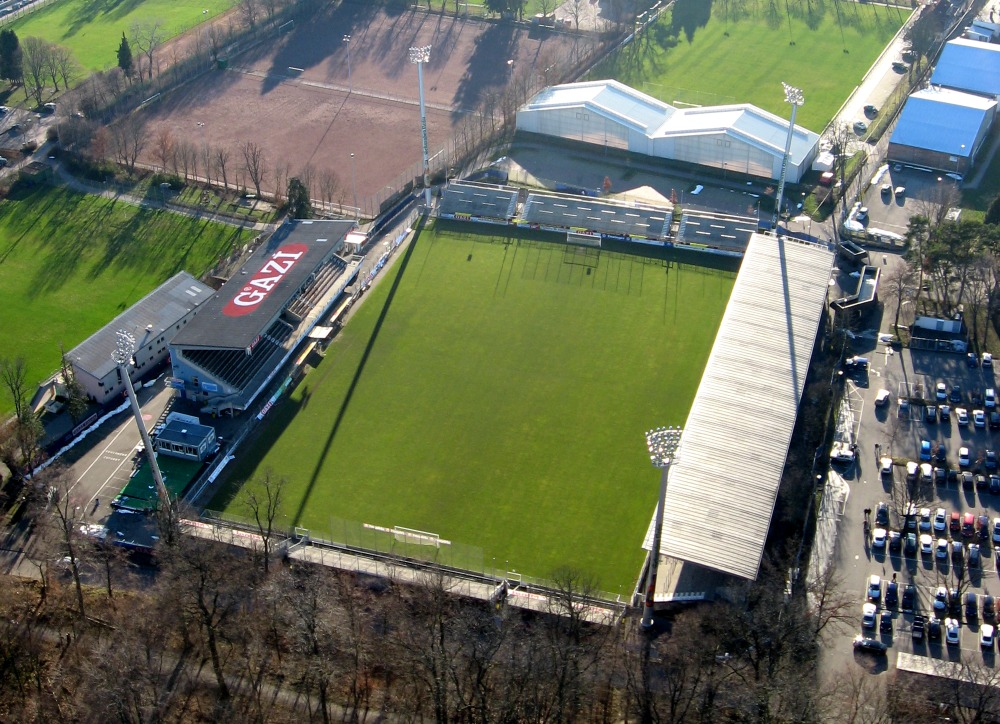
Blick vom Fernsehturm auf das Waldau-Stadion (2006, vor dem Neubau der Haupttribüne)
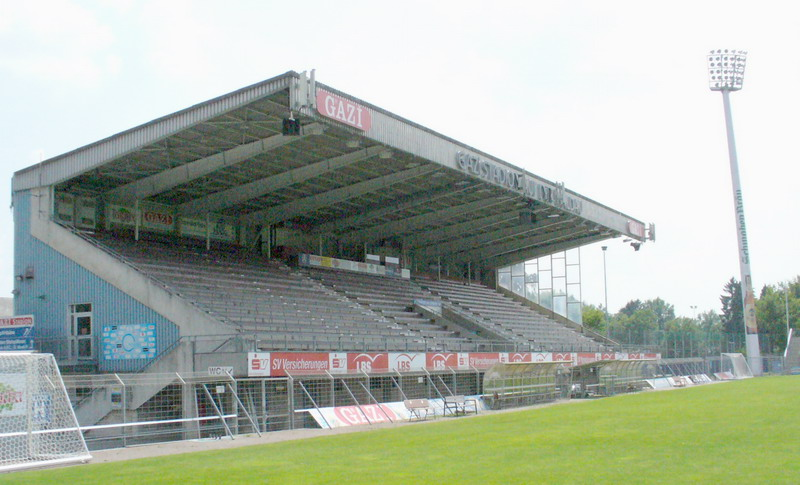
Alte Haupttribüne mit Holzbänken (Juli 2006)
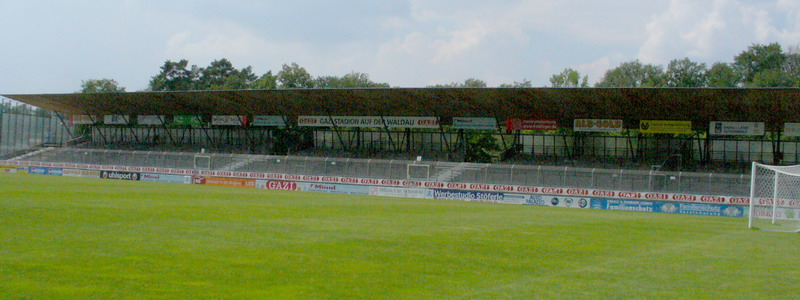
Gegentribüne (Juli 2006)
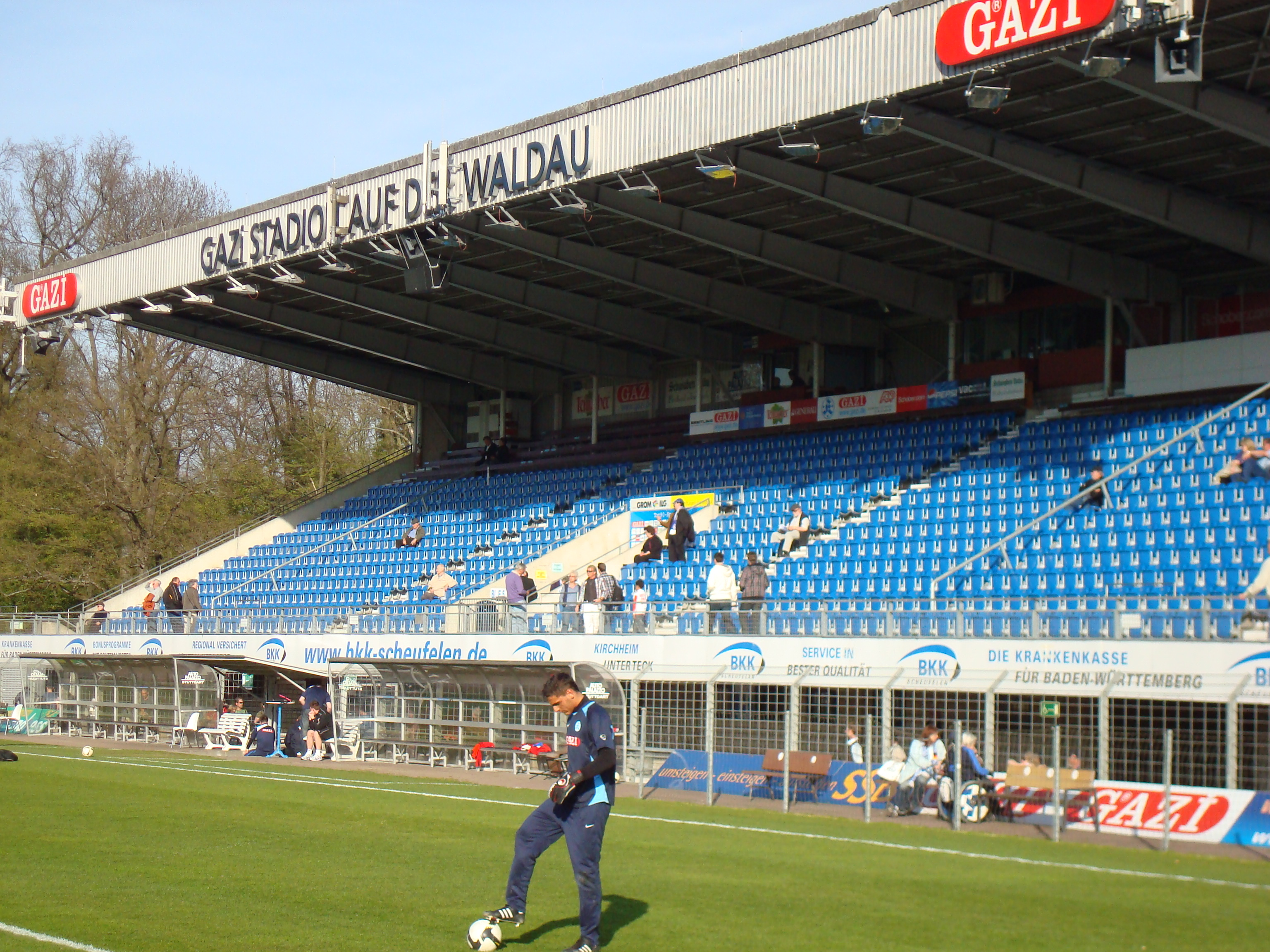
Alte Haupttribüne mit Sitzschalen (2010)
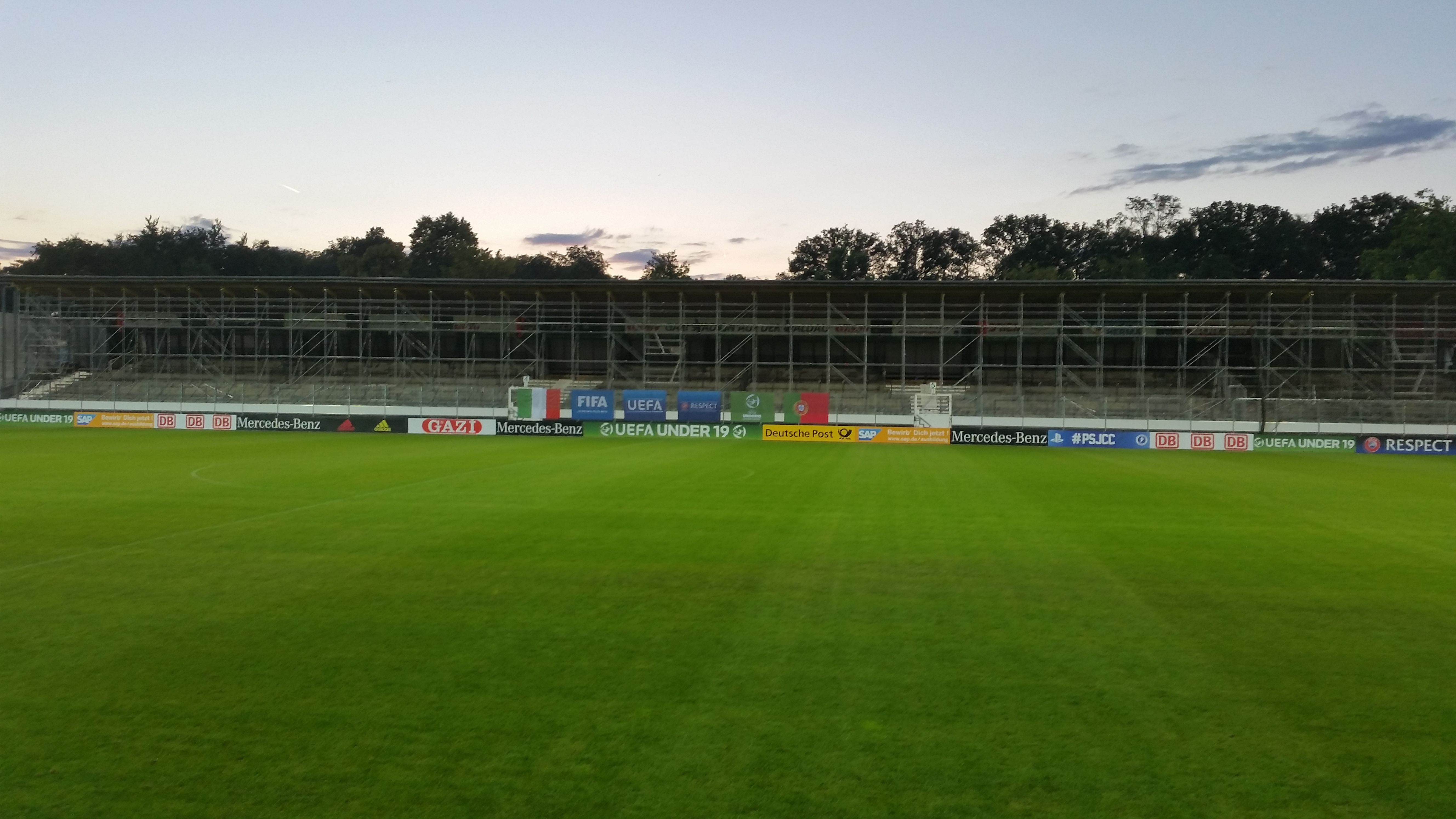
Die gesperrte Gegentribüne während der U-19-Fußball-Europameisterschaft 2016
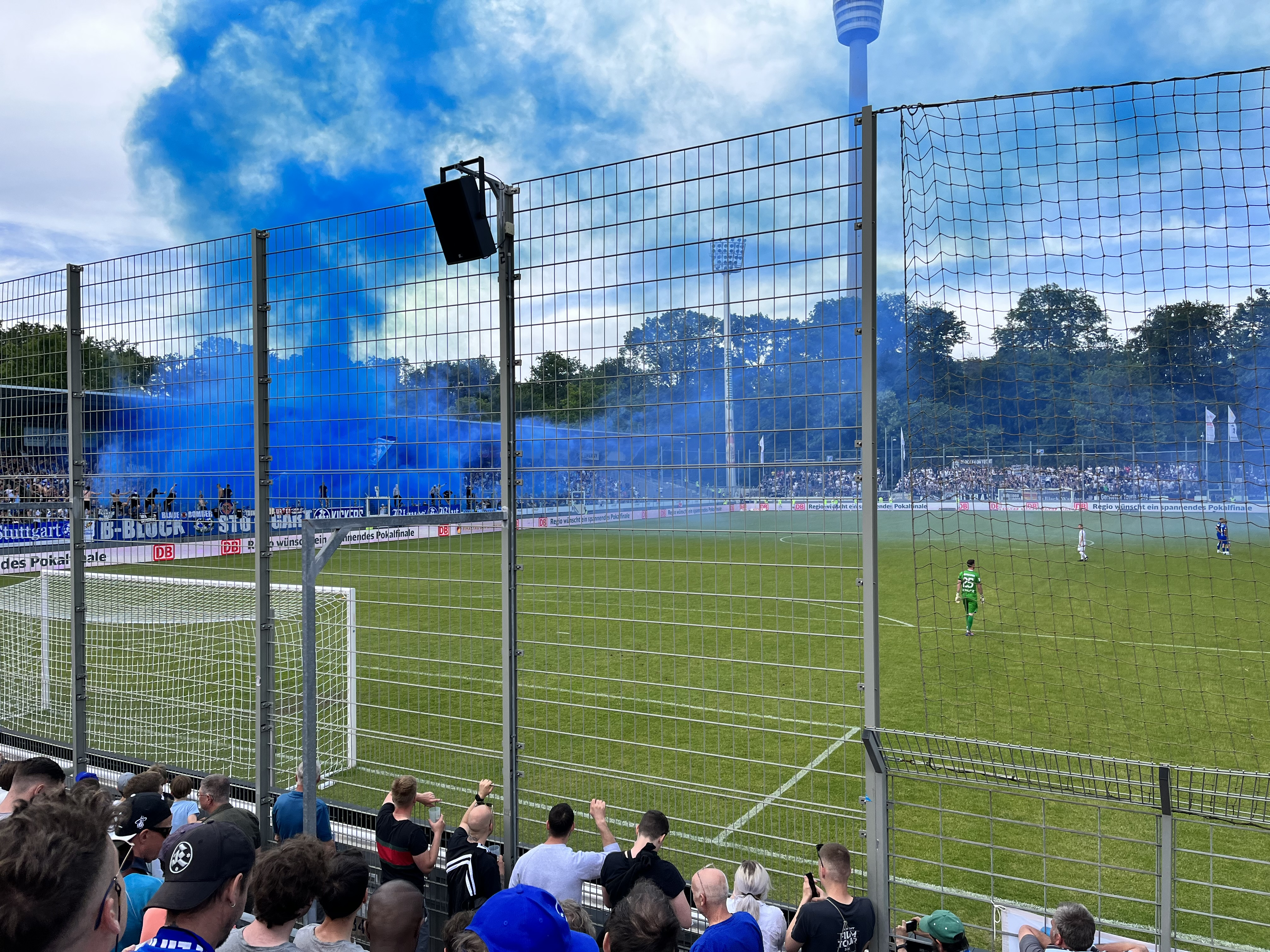
Impression aus dem WFV-Pokal-Finale am 21. Mai 2022